# 入間川水泳場駅
入間川水泳場駅（いるまがわすいえいじょうえき）は、かつて埼玉県入間郡田面沢村小ヶ谷（現在の川越市小ヶ谷）にあった東武鉄道東上本線の駅（廃駅）である。
当駅は川越市 - 霞ヶ関間に存在し、夏期のみ営業する臨時駅であった。かつての田面沢駅の場所にほぼ一致する。なお、駅名は一定せず、「入間川」の名称で開設されたこともある。

## 概要
駅そのものについては、臨時駅として開設された駅であったこと、公文書にも図面類が残されていないことから、構造や配線などは明らかでない。当時まだ東上本線が単線であったことから、ホーム1本のみの棒線駅であったと考えられる。
上述の通り夏期のみの営業で、現在の小学校や中学校の夏休みに当たる7月下旬から8月末に入間川（小ヶ谷の河原）へ泳ぎにやって来る客を対象としていた。ただし利用は川越西町（現在の川越）・川越市両駅を発着する乗客のみに限定され、それ以外の駅からの乗客は受け入れていなかった。また時刻表には「電車は発車五分前に到着致します。乗り遅れないよう御願い致します」との注意書きがなされていた。

## 沿革
当駅に関する公式資料は、臨時駅であることもあって極めて少なく、東武鉄道の社史である『東武鉄道六十五年史』（以下「社史」）と、鉄道省（現在の国土交通省）に提出された『鉄道省文書』（以下「公文書」）程度しか存在しない。
しかしこの両者の記述は大きく食い違っており、いずれが事実であるかはにわかに判断しづらい。以下、社史による沿革と公文書による沿革の両方を記す。

### 社史による沿革
社史が当駅に言及しているのは、駅一覧・開業日一覧の中でのことで、一覧の中での記述であるため詳しいことはほとんど述べられていない。
これによると開業は1920年7月11日、東上本線がまだ東上鉄道であった頃のことで、一方廃止は1951年8月20日とされている。
当駅の開設がいつまで行われたのかは一切言及がなく、不明の状態である。

### 公文書による沿革
公文書中では「入間川水泳場臨時停留場開設の件」などの名称で簿冊に収録されており、図面がない以外は営業形態や開設期間などを追うことが可能である。
これによると開業は1934年7月10日のことで、水泳に訪れる人への便宜を図るために池袋起点33.7 km地点、現在の入間川橋梁の東詰に「入間川」の名称で開設されている。なおこの場所はかつて短期間終端駅だった田面沢駅とほぼ同地点にあたる。この年の営業期間は7月10日から8月30日までであった。
その後、当駅は毎年夏になると開設されるようになり、期間も多少の変動はあったものの7月下旬から8月末の営業とされた。1936年までは「入間川」の名称での開設であったが、1937年から1942年までは「入間川水泳場」の名称で開設された。ただし、1941年は一旦「入間川」に戻っている。
このように例年開設となった当駅であるが、1942年7月20日から8月31日に開設されたのを最後に開設されなくなり、ぷっつりと姿を消してしまう。
廃止に関しては全く文書が残されていないため、いつどんな経緯をたどったか不明であるが、最終営業日の1942年8月31日が事実上の廃止と考えられる。

## 年表
「沿革」の節同様、社史による年表と公文書による年表を併記する。

### 社史による年表
- 1920年（大正9年）7月11日：小ヶ谷の河原での水泳客用の仮駅として開業[1]。
- 1951年（昭和26年）8月20日：廃駅[1]。

### 公文書による年表
- 1934年（昭和9年）7月10日[4]：小ヶ谷の河原での水泳客用の仮駅として開業。
- 1942年（昭和17年）8月31日：最終営業日となり事実上廃駅。

## 廃駅後の状況
元々が簡便な臨時駅であり、さらに戦後複線化工事を受けたことから、痕跡は全く残されていない。

## 隣の駅
東武鉄道
■東上本線
川越市駅 - 入間川水泳場駅（臨） - 霞ヶ関駅

## 参考資料
- 東武鉄道年史編纂事務局 編『東武鉄道六十五年史』東武鉄道、1964年。全国書誌番号:64010839。
- 鉄道省編『東武鉄道22・昭和9年』（鉄道省文書）
- 鉄道省編『東武鉄道23・昭和10年』（鉄道省文書）
- 鉄道省編『東武鉄道24・昭和11-12年』（鉄道省文書）
- 鉄道省編『東武鉄道25・昭和12年』（鉄道省文書）
- 鉄道省編『東武鉄道27・昭和13年』（鉄道省文書）
- 鉄道省編『東武鉄道28・昭和14-15年』（鉄道省文書）
- 鉄道省編『東武鉄道・昭和16-17年』（鉄道省文書）
- 鉄道省編『東武鉄道30・昭和17年』（鉄道省文書）